# Justin Schoenefeld
Justin Schoenefeld (* 13. August 1998 in Erlanger, Kentucky) ist ein US-amerikanischer Freestyle-Skier. Er startet in der Disziplin Aerials (Springen).

## Werdegang
Schoenefeld nahm im Dezember 2014 in Park City erstmals am Nor-Am-Cup teil und belegte dabei die Plätze 12 und zehn. In der Saison 2015/16 kam er fünfmal unter die ersten Zehn und erreichte damit den neunten Platz in der Aerials-Disziplinenwertung. Dabei holte er in Lake Placid seinen ersten Sieg in dieser Serie. Bei den Juniorenweltmeisterschaften 2017 in Chiesa in Valmalenco sprang er auf den 15. Platz. In der Saison 2017/18 gewann er mit drei Siegen die Aerials-Disziplinenwertung im Nor-Am-Cup. Sein Debüt im Weltcup hatte er im Januar 2019 in Lake Placid, das er auf dem 17. Platz beendete. Es folgten zwei Top-Zehn-Platzierungen und zum Saisonende der zehnte Platz im Aerials-Weltcup. Nach Platz neun im Deer Valley Resort und Rang 18 in Moskau in der Saison 2019/20, holte er in Minsk seinen ersten Weltcupsieg. Es folgte Platz fünf in Almaty und zum Saisonende erneut der zehnte Platz im Aerials-Weltcup.

## Erfolge

### Olympische Spiele
- Peking 2022: 1. Aerials (Mixed)

### Weltcupsiege
Schoenefeld errang im Weltcup bisher drei Podestplätze, davon einen Sieg:
| Datum            | Ort   | Land    |
| ---------------- | ----- | ------- |
| 22. Februar 2020 | Minsk | Belarus |

### Weltcupwertungen
| Saison  | Gesamt | Gesamt | Aerials | Aerials |
| Saison  | Platz  | Punkte | Platz   | Punkte  |
| ------- | ------ | ------ | ------- | ------- |
| 2018/19 | 47.    | 24     | 10.     | 120     |
| 2019/20 | 40.    | 27,71  | 10.     | 194     |

### Nor-Am Cup
- Saison 2017/18: 1. Platz Aerials-Disziplinenwertung, 3. Platz Gesamtwertung
- 6 Podestplätze, davon 4 Siege